# Boris Lauterbach

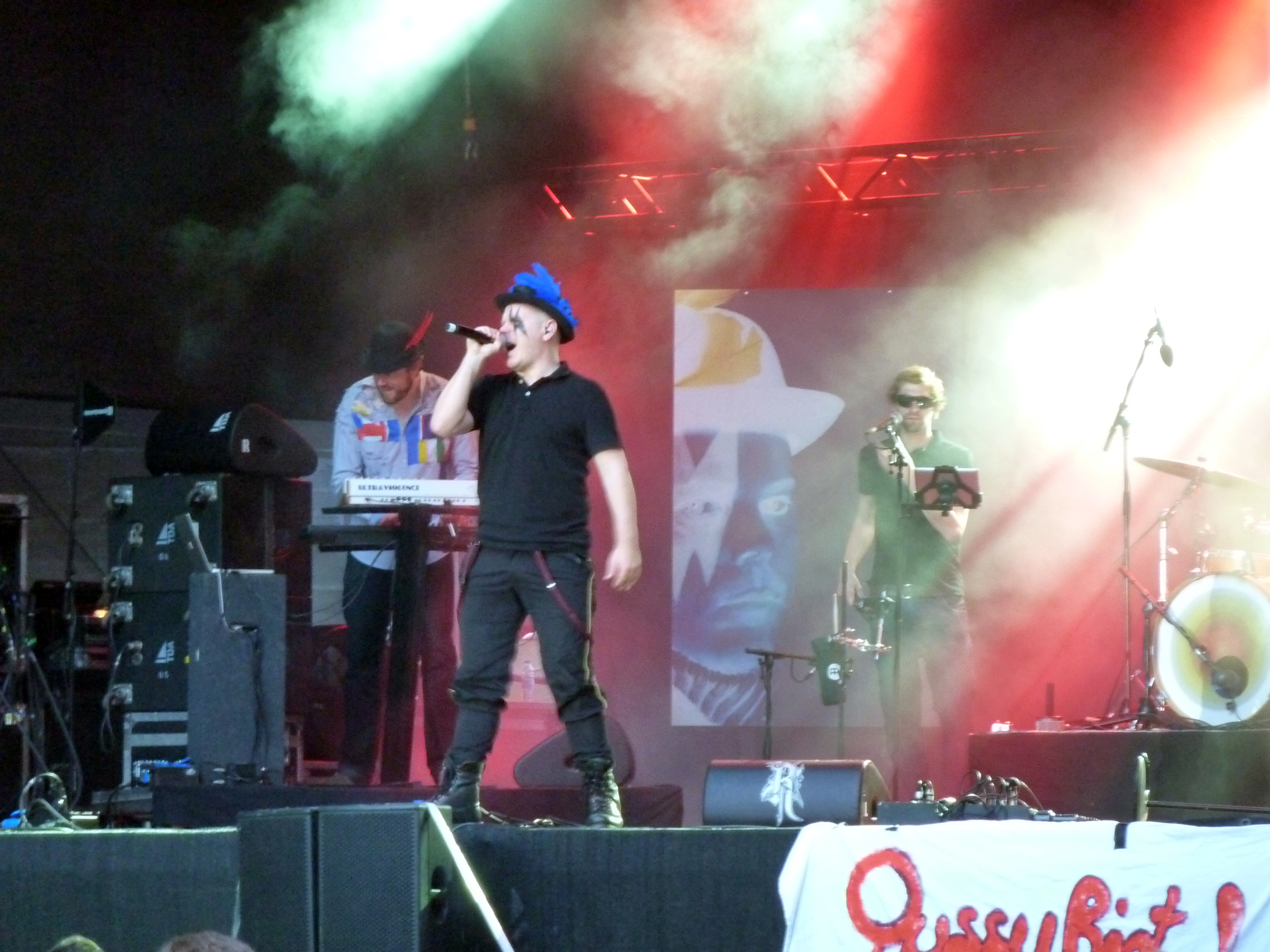
Boris Lauterbach aka Der König tanzt beim GamesCom Festival (2012)

König Boris (bürgerlich: Boris Lauterbach, * 18. Juni 1974 in Hamburg) ist ein deutscher Musiker. Er tritt auch unter dem Künstlernamen Der König tanzt auf. Bekannt wurde er als Mitglied der Band Fettes Brot.

## Leben
1992 gründete König Boris zusammen mit Dokter Renz, Schiffmeister, Mighty und Tobi Tobsen die Hip-Hop-Gruppe Fettes Brot an einem Gymnasium in Schenefeld, wobei Mighty und Tobi die Band bald schon wieder verließen. Mit ihrem Song Nordisch by Nature und dem dazugehörigen Album Auf einem Auge blöd gelang der Band 1995 der Durchbruch. Bis 2019 veröffentlichte Fettes Brot neun Alben und gehörte zu den bekanntesten deutschsprachigen Hip-Hop-Acts. Im September 2022 verkündete die Band ihre Auflösung und ging 2023 auf Abschiedstournee.
2012 veröffentlichte Boris als „Der König tanzt“ ein erstes gleichnamiges Soloalbum, auf dem er sich musikalisch in den Genres Wave, Dance und Synthiepop bewegt. Im September 2012 startete er für Hamburg beim Bundesvision Song Contest 2012 mit dem Titel Häuserwand, wo er den zehnten Platz erreichte.
2024 veröffentlichte er als König Boris das Album Disneyland After Dark. Die erste Single Zuhause angekommen erschien am 19. Januar 2024.
Er ist Anhänger des FC St. Pauli.

## Diskografie

### Studioalben
| Jahr | Titel                 | Höchstplatzierung, Gesamtwochen, AuszeichnungChartplatzierungen (Jahr, Titel, Platzierungen, Wochen, Auszeichnungen, Anmerkungen) | Höchstplatzierung, Gesamtwochen, AuszeichnungChartplatzierungen (Jahr, Titel, Platzierungen, Wochen, Auszeichnungen, Anmerkungen) | Anmerkungen                                              |
| Jahr | Titel                 | DE | AT | Anmerkungen                                              |
| ---- | --------------------- | --- | --- | -------------------------------------------------------- |
| 2012 | Der König tanzt       | DE17 (3 Wo.)DE | AT63 (1 Wo.)AT | Erstveröffentlichung: 27. April 2012 als Der König Tanzt |
| 2024 | Disneyland After Dark | DE55 (1 Wo.)DE | — | Erstveröffentlichung: 26. April 2024 als König Boris     |

### EPs
- 2012: Der König tanzt (Remixes)

### Singles
| Jahr | Titel Album                      | Höchstplatzierung, Gesamtwochen, AuszeichnungChartsChartplatzierungen (Jahr, Titel, Album, Platzierungen, Wochen, Auszeichnungen, Anmerkungen) | Anmerkungen                         |
| Jahr | Titel Album                      | DE | Anmerkungen                         |
| ---- | -------------------------------- | --- | ----------------------------------- |
| 2012 | Alles dreht sich Der König tanzt | DE62 (3 Wo.)DE | Erstveröffentlichung: 30. März 2012 |

Weitere Singles
- 2012: Häuserwand
- 2017: Bumm! Bumm! Bumm! (Madsen feat. König Boris)
- 2024: Zuhause angekommen
- 2024: Unten an der Ecke
- 2024: Kiss Me, Kiss Me
- 2024: Beste